# Пино гри
Пино гри (на френски: Pinot Gris) е бял винен сорт грозде, произхождащ от Франция, за който се смята че е клонова генетична мутация на Пино ноар. Освен във Франция (2582 ха) е разпространен и в Австрия (300 дка), Германия (4413 ха), Италия (2200 ха), Унгария, Швейцария (214 ха), Словения, България, Румъния, Молдова, Украйна, Южна Африка, САЩ, Канада, Аржентина, Чили, Австралия (2470 ха) и Нова Зеландия (1383 ха).
Известен е и с наименованията: Токай елзаски, Сюрке барат, Гресу Клевнер, Руландер, Токайер, Пино гриджо, Сиви Пино, Пино серый и др.
Средно зреещ сорт: гроздето узрява през първата половина на септември. Лозите се развиват най-добре, когато са засадени на склонове с леки хумусно-карбонатни и чакълести почви на варовита основа. Лозите са устойчиви на ниски температури и суша и имат много добра възстановителна способност. Имат среден растеж, добра родовитост и среден добив. Сорта е неустойчив на плесен, оидиум и сиво гниене.
Гроздът е малък (87 г.), цилиндричен или цилиндрично-коничен, много плътен. Зърната са дребни до средни (1,1 – 1,3 г.), закръглени, често деформирани, розово-сиви, но могат да варират от синьо-сиви до розово-кафеникави. Кожицата е тънка, консистенцията – сочна, с приятен вкус, сокът е безцветен. Пино Гри се различава от Пино ноар само по това, че има по-малко пигментация по кожицата на зърната.
Гроздето има захарно съдържание до 25 г./100 мл. и киселини 4,5 – 7 г./л. Използва се за приготвяне на висококачествени бели сухи вина, шампански виноматериали и пенливи вина. Сортовите вина са свежи, с добър киселинен баланс, с фин вкус, екстрактивни и плътни, с бял, тъмнозлатист или медно-розов цвят и плодов аромат.